# Запорожец, Евгений Дмитриевич
Евге́ний Дми́триевич Запоро́жец (укр. Євген Дмитрович Запорожець; род. 20 сентября 1994, Днепропетровск) — украинский футболист, полузащитник клуба «Эпицентр».

## Биография
Евгений Запорожец родился 20 сентября 1994 года. В чемпионате ДЮФЛУ провёл 37 матчей в составе днепропетровского ИСТА, в которых забил 2 мяча. В 2014 году перешёл в то время любительский клуб «Агрофирма Пятихатская», за который в любительском чемпионате Украины сыграл 9 матчей и забил 1 мяч, в любительском Кубке Украины сыграл 9 поединков, а также провёл 5 поединков в чемпионате Кировоградской области. В 2014 году Евгений Запорожец в составе клуба стал серебряным призёром любительского чемпионата Украины. Сам футболист в финальном поединке вышел на поле на 76-й минуте матча вместо Александра Николайчука, а петровчане уступили винниковскому «Руху» (0:1). В сезоне 2015 Евгений сыграл 9 поединков в любительском чемпионате Украины, а также 5 матчей в чемпионате области, в которых отметился 2 голами.
В сезоне 2015/16 ФК «Ингулец» начал профессиональные выступления во Второй лиге Украины. Во Второй лиге Евгений дебютировал в стартовом составе команды в матче 5-го тура против кременчугского «Кременя», в котором команды расписали нулевую ничью. Всего в этом сезоне он провёл 23 поединка и отличился 1 голом, и таким образом помог команде завоевать бронзовые награды Второй лиги, что позволило клубу подняться в Первую лигу.
В сезоне 2019/20 завоевал с командой бронзовые награды в Первой лиге и впервые в своей карьере завоевал право играть в элите украинского футбола. 23 августа 2020 сыграл дебютный матч в рамках УПЛ против «Днепра-1» (1:1). Единственный мяч в Премьер-лиге забил 4 сентября 2022 в ворота одесского «Черноморца» (1:1).

## Достижения
«Ингулец»
- Бронзовый призёр Первой лиги Украины: 2019/20
- Бронзовый призёр Второй лиги Украины: 2015/16